# Montecastello (Pontedera)
Montecastello (già Monte Castello e anche Monte Castelli, Mons de Castello in latino) è una frazione del comune italiano di Pontedera, nella provincia di Pisa, in Toscana.

## Storia
Sorge su una delle colline circostanti Pontedera a 132 m s.l.m.. Il piccolo borgo di 500 abitanti ha una posizione strategica perché dominava la cittadina pontederese, da cui dista circa 5 km. Il suo castello, di pianta circolare, fu venduto nel 1119 al vescovo di Lucca dall'abate del monastero di Serena. Nel corso dei secoli fu più volte distrutto e ricostruito, diventando tra il 1500 e il 1600 un comune rurale autonomo in cui molte nobili famiglie fiorentine e pisane avevano possedimenti.

## Monumenti e luoghi d'interesse
- Villa Torrigiani Malaspina
- Chiesa di Santa Lucia vergine e martire

## Economia
A Montecastello è presente un allevamento di alpaca